# Šajkača

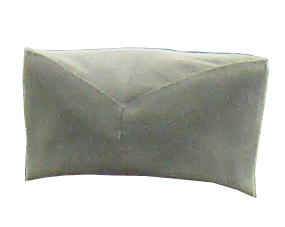
Šajkača

Die Šajkača (serbisch-kyrillisch шајкача; von ungarisch sajka für ein Flussschiff) ist eine traditionelle Kopfbedeckung der Volkstracht und Militäruniform bei den Serben und als solche eine Art Nationalsymbol. Von älteren Serben wird die meist olivfarbene, oder gelegentlich schwarze Mütze auch heute noch in ländlichen Gegenden Zentralserbiens getragen. Ihr Retro-Stil wird von einigen nationalbewussten Serben bevorzugt. Die Mütze besteht meist aus Filz oder Tuch. Das Auffällige an der Šajkača ist die Form, die am oberen Teil der Mütze dem Buchstaben V ähnelt.

## Geschichte
Die Šajkača hat ihren Ursprung im 18. Jahrhundert und wurde von den Šajkaši, den Flussschiffern auf der Donau, getragen. Das Tragen der Šajkača wurde nach dem Serbisch-Osmanischen Krieg am Ende des 19. Jahrhunderts populär. In dem 1882 gegründeten Königreich Serbien wurde die Mütze zur Standardkopfbedeckung der serbischen Soldaten. Weil diese Mütze in keiner anderen Armee getragen wurde, war sie ein Identifikationsmerkmal des serbischen Soldaten. Bei zeremoniellen Veranstaltungen oder Paraden werden sie auch heute manchmal getragen.